# Tierzo
Tierzo község Spanyolországban, Guadalajara tartományban. Tierzo Baños de Tajo, Fuembellida, Valhermoso, Corduente, Castilnuevo, Prados Redondos, Torremochuela, Torrecuadrada de Molina és Terzaga községekkel határos. Lakosainak száma 34 fő (2024).

## Népesség
A település népessége az utóbbi években az alábbiak szerint változott:
| Lakosok száma | 57   | 52   | 43   | 41   | 40   | 36   | 38   | 49   | 48   | 34   |
|               | 2001 | 2004 | 2006 | 2009 | 2011 | 2014 | 2016 | 2019 | 2021 | 2024 |